# Новостави-Дольне
Новостави-Дольне (пол. Nowostawy Dolne) — село в Польщі, у гміні Дмосін Бжезінського повіту Лодзинського воєводства.
Населення — 191 особа (2011).
У 1975-1998 роках село належало до Скерневицького воєводства.

## Демографія
Демографічна структура станом на 31 березня 2011 року:
|          | Загалом | Допрацездатний вік | Працездатний вік | Постпрацездатний вік |
| -------- | ------- | ------------------ | ---------------- | -------------------- |
| Чоловіки | 90      | 21                 | 63               | 6                    |
| Жінки    | 101     | 10                 | 62               | 29                   |
| Разом    | 191     | 31                 | 125              | 35                   |